# Tokyo見返り美人
「Tokyo見返り美人」（とうきょうみかえりびじん）は1986年7月21日に発売された、研ナオコの38枚目のシングル。キャニオン・レコードから発売された。

## 解説
- 研ナオコのシングルで、作詞・阿木燿子と作曲・宇崎竜童夫妻が担当するのは、1976年の『一年草』以来10年ぶり3曲目。編曲は清水信之を初採用。
- 1986年末の『第37回NHK紅白歌合戦』に9年連続10回目の出場を果たしたが[1]、翌1987年（第38回NHK紅白歌合戦）は落選[注 1]した。

## 収録曲
全作詞：阿木燿子／作曲：宇崎竜童／編曲：清水信之
1. Tokyo見返り美人
2. 星曜日に会いたいね